# Riconoscimento della fertilità
I metodi di riconoscimento della fertilità (in inglese fertility awareness) sono quei metodi che aiutano le coppie ad identificare i periodi infecondi e potenzialmente fecondi del ciclo mestruale. 
Durante il periodo fecondo, in base ai propri desideri una coppia può scegliere di avere rapporti sessuali per aumentare le probabilità di concepire oppure può astenersi o utilizzare contraccettivi a barriera, al fine di evitare una gravidanza indesiderata.

I metodi contraccettivi naturali o, più propriamente, metodi naturali di regolazione della fertilità (in inglese natural family planning) sfruttato concretamente l'astinenza durante il periodo fecondo; non sono considerati "naturali" l'uso di contraccettivi meccanici o farmacologici e gli atti che consistano nell'eiaculazione all'esterno della vagina.
La distinzione fra naturalità e artificialità del metodo contraccettivo si fonda quindi, secondo questa interpretazione, su una concezione complessiva della sessualità umana, che ritiene la stessa ontologicamente non disgiunta e non separabile dalla potenziale procreazione. I metodi naturali sono quindi quelli che impediscono la procreazione eliminandone i presupposti alla radice, ovvero evitando qualsiasi possibilità di fecondazione mediante l'astinenza; ovvero sono metodi che agevolano la procreazione, disponendo la sessualità della coppia a un efficace risultato riproduttivo.

## Metodi e caratteristiche
Esistono vari metodi per riconoscere i periodi fecondi:
- Temperatura basale (BBT).
- Metodo del muco cervicale (talvolta definito fluido cervicale). Questo metodo include il "metodo Billings" e il "Modello Creighton". Una variazione più semplice nelle istruzioni, ma meno efficace, è il "metodo dei due giorni".
- Metodo sintotermico - che combina il metodo del muco cervicale e della temperatura basale, con l'aggiunta dell'osservazione della posizione della cervice uterina. Può essere usato qualsiasi sia la regolarità o meno del ciclo mestruale.
- Metodo del calendario, ovvero metodo dei giorni standard, che può essere usato solo dalle donne che hanno un ciclo regolare di 26-32 giorni. Per la sua scarsa affidabilità questo metodo, altrimenti conosciuto come metodo Ogino-Knaus, è considerato dai medici obsoleto, da oltre 30 anni.
- Metodo dell'amenorrea da lattazione, che può essere adottato dalle donne che stanno allattando un bambino e intendono evitare una nuova gravidanza. Questo metodo deriva dalla conseguenza naturale della lattazione, che, effettuata in modo costante, comporta la sospensione del ciclo ovulatorio. Non è un metodo efficace e sicuro in quanto l'ovulazione durante la lattazione non è sempre assente.

I metodi naturali di riconoscimento della fertilità sono metodi di pianificazione delle nascite che hanno i seguenti pregi:
- non possono avere effetti collaterali.
- sono gratuiti, fatta eccezione per l'utilizzo di un termometro, di un calendario, o eventualmente di speciali software approntati allo scopo.
- non utilizzano farmaci o agenti chimici o dispositivi meccanici.
- si conciliano con le dottrine morali della Chiesa cattolica e di svariate religioni.
- molti problemi di infertilità possono essere evidenziati dall'uso di questi metodi (che tuttavia non possono costituire un metodo diagnostico per l'infertilità).

## Contraccezione
Il riconoscimento della fertilità può essere combinato con altre forme di controllo della nascita, come i preservativi. Molte coppie usano un metodo contraccettivo artificiale durante la fase fertile, invece di astenersi. Le coppie che cercano la massima efficacia contraccettiva usano il loro metodo artificiale durante la fase non fertile, e si astengono dai rapporti durante la fase fertile.
Per evitare la gravidanza con l'uso dei metodi naturali, si richiede l'astinenza da rapporti sessuali per almeno 8-10 giorni durante ogni ciclo. Raggiungere la maggiore efficacia può richiedere anche un'astinenza più prolungata, sebbene sia raro che sia necessario astenersi per più di due settimane. 

### Efficacia dei metodi contraccettivi in generale
Per quanto riguarda la contraccezione in generale, l'efficacia di qualsiasi metodo può essere ridotta o annullata da alcuni fattori:
- errori di chi ha compilato o descritto le istruzioni del metodo, su come esso deve essere usato;
- errori da parte dell'utente del metodo
- consapevole e volontaria errata applicazione del metodo
- malfunzionamento dello strumento adottato come metodo contraccettivo (ad es., rottura del preservativo, usura etc.)

### Efficacia del riconoscimento della fertilità
I maggiori tassi di efficacia del riconoscimento della fertilità usato come contraccettivo si riscontrano nelle coppie che ricevono istruzioni da parte di un istruttore esperto. L'autoapprendimento con la lettura di uno dei libri sull'argomento funziona per alcune coppie, ma in genere si riscontra un maggiore tasso di fallimento. 
Secondo i fautori dei metodi naturali, essi sono in grado di consentire un'efficacia pari o comparabile con quella dei contraccettivi artificiali più efficaci, ma solo se usati correttamente e accuratamente; alcuni studi confermano questa interpretazione.
Dati ricavati da Contraceptive Technology:
- I metodi post-ovulatori (ovvero astinenza nel periodo intercorrente fra il ciclo mestruale e la fase ovulatoria rilevata mediante la temperatura basale) hanno una percentuale di fallimento dell'1% annuo.
- Il metodo sintotermico ha una percentuale di fallimento del 2% annuo.
- Il solo metodo del muco cervicale (Metodo Billings) ha una percentuale di fallimento del 3% annuo.
- Il metodo del calendario (Ogino-Knaus) ha una percentuale di fallimento del 9% annuo.
- Il metodo dei giorni standard ha una percentuale di fallimento del 5% annuo.
- Il metodo dell'amenorrea da lattazione ha una percentuale di fallimento del 2% nei primi sei mesi dal parto.

Va tuttavia sottolineato ancora una volta che queste percentuali riguardano l'uso perfettamente eseguito di questi metodi abbinato alla totale astinenza sessuale nel periodo fertile.
Per tutti i metodi sopra citati, la percezione dell'efficacia da parte degli utenti è significativamente inferiore all'efficacia propria del metodo; gli utenti riscontrano una percentuale di fallimento che a seconda del metodo varia dal 3% al 25% annuo, probabilmente derivante da errori nell'applicazione o consapevole abbandono dell'utilizzo del metodo.

## Basi scientifiche
L'ovocita muore se non è fecondato entro 24 ore dall'ovulazione. L'ovulazione è di norma associata, con evidenza tuttavia variabile nei vari soggetti, attraverso cambiamenti nella temperatura basale, nella composizione del muco della cervice o nella sua posizione. Trascorsa l'ovulazione il concepimento non è più possibile per il resto del ciclo.
Gli spermatozoi sono in grado di fertilizzare un ovocita per un periodo fino a cinque giorni successivo all'eiaculazione; questo tempo può tuttavia ridursi laddove la presenza di muco cervicale sia ridotta.
Molte donne possono individuare, mediante il riconoscimento della fertilità, l'ovulazione con cinque o più giorni di anticipo, ottenendo sufficiente tempo per evitare o pianificare una gravidanza (astenendosi quindi da ogni rapporto sessuale per tutti i giorni seguenti).

## Metodi basati sull'osservazione
I tre sintomi principali dell'ovulazione riguardano:
- la temperatura basale
- il muco cervicale 
- la posizione della cervice 
Una donna può scegliere di osservare uno solo, due, o tutti e tre questi aspetti.
La temperatura basale del corpo è la prima temperatura osservata al risveglio, la mattina. Nelle donne, l'ovulazione può comportare un aumento della temperatura basale pari a un intervallo fra 0.3 e 0.9 gradi centigradi, che perdura approssimativamente fino alla successiva mestruazione. Nel 60% dei casi, l'ovulazione avviene il giorno dopo l'aumento della temperatura.
L'aspetto del muco cervicale e la sensazione prodotta sulla vulva sono generalmente descritti come due modi di presentarsi del medesimo sintomo. Il muco cervicale è prodotto dalla cervice che separa l'utero dal canale vaginale; esso svolge funzioni per certi versi simili a quelle del liquido seminale, ovvero diminuisce l'acidità della vagina assicurando la sopravvivenza degli spermatozoi.
La produzione di un muco cervicale fertile è causata dallo stesso ormone (ovvero gli estrogeni) che prelude all'ovulazione. Osservando il muco cervicale e la sensazione che esso comporta a livello vulvare, una donna può rilevare l'avvicinarsi dell'ovulazione e il passare di questa. Quando avviene l'ovulazione, la produzione di estrogeni varia in maniera consistente e il progesterone inizia a crescere, causando cambiamenti nella quantità e qualità del muco osservato sulla vulva. 
La cervice uterina muta posizione a causa dei medesimi ormoni che causano la produzione del muco cervicale. Quando una donna è nella fase non fertile del suo ciclo, la cervice è in posizione ribassata nel canale vaginale, e l'orifizio uterino esterno è praticamente chiuso. Quando una donna diventa fertile, la cervice si alza nel canale vaginale e diventa soffice al tatto, con l'orifizio completamente aperto. 
Esistono in commercio kit che sono in grado di predire l'ovulazione valutando la concentrazione dell'ormone luteinico (LH) nelle urine della donna.
Esistono poi altri metodi chimici, in grado di identificare l'ovulazione mediante l'analisi della saliva, determinandola con tre giorni di anticipo.
Questi metodi, disponibili in commercio, secondo alcuni studi presentano percentuali di fallimento comparabili con il metodo Ogino-Knaus, quindi piuttosto elevate.
Alcune donne sperimentano altri sintomi secondari dell'ovulazione, quali ad es. la tensione mammaria e crampi addominali simili a quelli mestruali.

## Benefici
I sostenitori dei metodi contraccettivi naturali ritengono che questi sviluppino la consapevolezza e la responsabilità della coppia rispetto alla fertilità. Diversamente dalla pillola e da altri contraccettivi chimici o meccanici, essi non presentano effetti collaterali sulla salute della donna, le permettono alla donna di mantenere il proprio ciclo ovulatorio, di non dover assumere medicine quotidianamente e di essere consapevole dei periodi di fertilità e infertilità. Inoltre, contrariamente ai metodi "artificiali", essi richiedono la scelta, l'impegno e la costanza di entrambi i partner, sviluppando il riequilibrio e la condivisione tra uomo e donna di fronte alla responsabilità della fertilità. 
I sostenitori dei metodi contraccettivi naturali ritengono inoltre che questi aiutino ad aumentare la soddisfazione sessuale della coppia. Essi ritengono perciò che l'astinenza periodica programmata forzi le coppie ad esprimere l'amore in modo non genitale e ad apprezzare maggiormente i momenti di intimità; (va sottolineato che in questa ottica, ispirata alla dottrina cattolica, la sessualità è riconosciuta possibile solo all'interno del matrimonio).
Non è tuttavia in alcun modo provato, scientificamente, il contenuto di queste affermazioni; in realtà non vi è evidenza di alcuna distinzione, dal punto di vista della soddisfazione sessuale e del corretto sviluppo della relazione di coppia, fra utenti di metodi naturali, e utenti di metodi artificiali di contraccezione.

## Svantaggi
Come la pillola ed altri contraccettivi non meccanici, il riconoscimento della fertilità non offre alcuna protezione contro le malattie sessualmente trasmissibili. 
È richiesto uno sforzo costante e regolare per determinare quando le probabilità di concepire siano basse. 
È necessaria una prolungata astinenza sessuale per una significativa durata di ogni ciclo.
Andrebbe altresì sottolineato che la sessualità, in particolare femminile, per alcune persone potrebbe comportare maggiore soddisfazione se svincolata dalla possibilità della procreazione; un'alta sicurezza contraccettiva sarebbe per alcune persone essenziale, per abbandonarsi al desiderio senza l'ansia di una gravidanza non desiderata. Inoltre, nelle donne sarebbe stata dimostrata la presenza di un maggior desiderio sessuale proprio nei giorni prossimi all'ovulazione; i metodi naturali comportano l'astinenza forzata, quindi, proprio nel momento di picco del desiderio sessuale femminile.
Per molte donne, il momento di maggiore fertilità coincide col momento in cui la libido è più elevata; la programmazione dell'attività sessuale, ovvero l'astinenza dalla stessa nei giorni potenzialmente fertili, possono essere un grave inconveniente, in particolare per coppie che non convivono e che possono incontrarsi solo saltuariamente.
L'osservazione o il tocco del muco della cervice è un'attività che alcune donne trovano sgradevole, e che in ogni caso richiede un ottimo rapporto della donna con le parti più intime del proprio corpo.
Il tracciamento della temperatura basale diventa difficile e può condurre a risultati imprecisi se il soggetto ha un ciclo sonno-veglia irregolare, ad esempio per motivi di lavoro o familiari (ad esempio la cura di neonati), ovvero se la donna ha problemi di salute che comportano irregolarità nella rilevazione della temperatura.
Le coppie che desiderano ottenere un basso tasso di rischio di gravidanza (minore di 1% per anno) possono doversi astenere per più di metà di ogni ciclo mestruale, distanziando i loro rapporti sessuali di due o più settimane.
In definitiva, quello che potrebbe essere considerato il principale svantaggio dei metodi naturali consiste quindi nell'astinenza sessuale, mentre i metodi contraccettivi artificiali, con i loro pregi e difetti, consentono alla coppia di scegliere con più libertà quando poter avere rapporti sessuali.

## Aspetti religiosi
La dottrina cattolica ritiene che Dio abbia creato la sessualità coniugale affinché l'uomo e la donna possano unirsi allo scopo di amarsi restando aperti alla procreazione. Alterare la fertilità del rapporto sessuale con l'intenzione di limitare o impedire la riproduzione è considerato peccato grave. Perciò, metodi artificiali di regolazione delle nascite e atti sessuali al di fuori del rapporto sessuale vero e proprio, eseguiti con lo scopo di evitare la procreazione, sono vietati dalla Chiesa. L'astinenza sessuale è considerata invece morale. Copulare in un periodo infecondo della vita della donna, come ad es. durante la gravidanza o la menopausa, può essere considerato morale giacché la condizione di infertilità o di sterilità è considerata frutto della creazione di Dio, piuttosto che prodotto di una volontà della coppia.
Perciò, è considerato moralmente accettabile astenersi durante la fase fertile del ciclo mestruale femminile, ovvero prolungare la fase infertile mediante l'amenorrea prodotta dall'allattamento.
Il Magistero della Chiesa Cattolica è contrario a qualsiasi ingerenza da parte di un'autorità esterna al nucleo famigliare rispetto al fine procreativo del sacro vincolo matrimoniale, stabilito da Dio Creatore sia nell'ordine divino che nell'ordine naturale dell'universo visibile e umano. 

In altre parole, la Chiesa Cattolica ritiene illegittimo e contrario al volere eterno ed immutabile di Dio qualsiasi intervento impositivo da parte dello Stato o di altra autorità esterna alla famiglia in merito al numero dei figli procreati, al tempo, al loro sesso e qualsiasi altra qualità del genotipo o del fenotipo individuale. Pertanto, è contraria ad una pianificazione delle nascite imposta per legge o dai Governi. Paolo VI dichiarò per la prima volta che è legittima una pianificazione famigliare delle nascite, pur ribadendo che i genitori sono chiamati a una maternità e a una paternità responsabile attuata esclusivamente mediante l'utilizzo di metodi naturali di contraccezione. L'Humanae Vitae aggiunge che:
(Enciclica Humanae vitae, 25 luglio 1968)
Le coppie sono incoraggiate ad una parentalità generosa e responsabile, secondo le circostanze in cui esse vivono.
Nella direzione opposta si sono mosse la politica del figlio unico cinese e il programma di pianificazione delle nascite indiano, il quale nel 2015 ha raggiunto un tasso di fecondità medio di 2.2 figli per ogni donna rispetto all'obbiettivo fissato dal National Population Policy (NPP) di un tasso pari a 2.1 da conseguirsi entro il 2010. Il ritardo di cinque anni e la differenza fra i due valori hanno spostato il punto di pareggio fra nascite e decessi al 2060, rispetto ad un arresto della crescita demografica, che lo Stato auspicava entro il 2045.